# Martin Schnetter
Martin Schnetter (* 24. Oktober 1906 in Weimar; † 23. Mai 1985 in Merzhausen) war ein deutscher Zoologe und Museumsleiter.

## Leben und Werk
Schnetter studierte nach dem Schulabschluss und promovierte zum Dr. phil. 1937 wurde er Dozent am Zoologischen Institut der Universität Freiburg im Breisgau. 1950 wurde seine Ernennung zum Privatdozenten an der Universität Freiburg erneuert. Er beschäftigte sich vor allem mit Zoologie, insbesondere der Entwicklungsphysiologie und Genetik. Bekannt wurde er vor allem als Direktor (wissenschaftlicher Leiter) des Museums für Naturkunde in Freiburg im Breisgau, das er von 1954 bis 1968 leitete. Daneben war er u. a. von 1955 bis 1977 Vorsitzender des Badischen Landesvereins für Naturkunde und Naturschutz.

## Schriften (Auswahl)
- Universität und Museum für Naturkunde der Stadt Freiburg im Breisgau. In: Schau-ins-Land. 1957, S. 122 ff.
- mit Kurt F. J. Sauer: Die Wutach. Naturkundliche Monographie einer Flußlandschaft. Freiburg 1971.